# رودخانه بی‌پایان
رودخانه بی‌پایان (به انگلیسی: The Endless River) پانزدهمین و آخرین آلبوم استودیویی گروه راک انگلیسی پینک فلوید است. آلبوم به تهیه‌کنندگی دیوید گیلمور، مارتین گلوور، فیل مانزانرا و اندی جکسون در نوامبر ۲۰۱۴ به‌وسیلهٔ پارلفون در اروپا و کلمبیا رکوردز در دیگر نقاط جهان عرضه شد. این آلبوم، نخستین آلبوم گروه پس از بیست سال، بعد از ناقوس جدایی که در سال ۱۹۹۴ عرضه شده است. آلبوم همچنین نخستین آلبوم گروه پس از درگذشت ریچارد رایت، نوازنده کیبورد گروه و سومین آلبوم آن‌ها به رهبری گیلمور است.
رودخانه بی‌پایان عمدتاً شامل موسیقیِ بی‌کلام و امبینت است که از ضبط‌های انجام‌شده در جلسات آلبوم قبلی پینک فلوید، ناقوس جدایی (۱۹۹۴)، ساخته شده است. در سال‌های ۲۰۱۲ و ۲۰۱۴، محتوای اضافی در استودیوی شناور آستوریا متعلق به گیلمور و همچنین در مدینا استودیوز در هوو، انگلستان ضبط شدند. تنها یک قطعه، «رساتر از کلمات»، دارای آواز است. پس از درگذشت طراح جلد آلبوم‌های پینک فلوید، استورم تورجرسن، در سال ۲۰۱۳، طراحی جلد این آلبوم توسط احمد عمادالدین، شرکت طراحی Stylorouge و آبری پاول، یکی از بنیان‌گذاران شرکت طراحی تورجرسن یعنی هیپنوسیس انجام شد.
رودخانه بی‌پایان با انتشار تک‌آهنگ «رساتر از کلمات» و نصب آثار هنری در شهرهای مختلف جهان تبلیغ شد. این آلبوم به پرفروش‌ترین آلبوم پیش‌سفارش‌شده در تاریخ آمازون بریتانیا تبدیل شد و در چندین کشور در رتبه اول جدول فروش قرار گرفت. نسخه وینیل آن سریع‌ترین فروش را در میان نسخه‌های وینیل در بریتانیا از سال ۱۹۹۷ داشت. نقدهای منتشرشده دربارهٔ آلبوم متفاوت بودند؛ برخی منتقدان حال و هوای نوستالژیک آن را ستودند، در حالی که برخی دیگر آن را فاقد جاه‌طلبی و پراکنده ارزیابی کردند.

## معرفی
پالی سامسون، ترانه‌نویس پینک فلوید و همسر گیلمور، در ۵ ژوئیه ۲۰۱۴ در توییتر اعلام کرد آلبوم جدید پینک فلوید، رودخانه بی‌پایان، برای عرضه در اکتبر ۲۰۱۴ برنامه‌ریزی شده است. پس از آن دورگا مک‌بروم، خواننده پس‌زمینه پینک فلوید، عکس در استودیو در کنار دیوید گیلمور از خود منتشر کرد و اعلام کرد آلبوم بر پایه کار بر روی آثار عرضه نشده پیشین ایجاد شده است.
در ۷ ژوئیه، آلبوم به صورت رسمی بر روی سایت گروه و روز بعد در شبکه‌های اجتماعی معرفی شد.

## فهرست آهنگ‌ها
| سمت نخست | سمت نخست                       | سمت نخست    | سمت نخست |
| شماره    | نام                            | نویسنده(ها) | مدت      |
| -------- | ------------------------------ | ----------- | -------- |
| ۱.       | «چیزهایی که گفته نشده‌اند»      | Gilmour     | ۴:۲۴     |
| ۲.       | «این چیزی است که انجام می‌دهیم» | Gilmour     | ۶:۲۱     |
| ۳.       | «جزر و مد»                     | Gilmour     | ۱:۵۵     |

| سمت دوم | سمت دوم      | سمت دوم        | سمت دوم |
| شماره   | نام          | نویسنده(ها)    | مدت     |
| ------- | ------------ | -------------- | ------- |
| ۴.      | «مجموع»      | Gilmour Wright | ۴:۴۹    |
| ۵.      | «پوست»       | Gilmour Wright | ۲:۳۷    |
| ۶.      | «سروده نشده» | Wright         | ۱:۰۶    |
| ۷.      | «آنیسینا»    | Gilmour        | ۳:۱۵    |

| سمت سوم | سمت سوم                 | سمت سوم     | سمت سوم |
| شماره   | نام                     | نویسنده(ها) | مدت     |
| ------- | ----------------------- | ----------- | ------- |
| ۸.      | «هنر از دست رفته گفتگو» | Wright      | ۱:۴۳    |
| ۹.      | «در خیابان رشته فرنگی»  | Gilmour     | ۱:۴۲    |
| ۱۰.     | «نور شب»                | Gilmour     | ۱:۴۲    |
| ۱۱.     | «الونز-وای (۱)»         | Gilmour     | ۱:۵۶    |
| ۱۲.     | «پاییز ۶۸»              | Wright      | ۱:۳۵    |
| ۱۳.     | «الونز-وای (۲)»         | Gilmour     | ۱:۳۵    |
| ۱۴.     | «هاوکین سخنگو»          | Gilmour     | ۳:۲۵    |

| سمت چهارم | سمت چهارم         | سمت چهارم   | سمت چهارم |
| شماره     | نام               | نویسنده(ها) | مدت       |
| --------- | ----------------- | ----------- | --------- |
| ۱۵.       | «ندا»             | Gilmour     | ۳:۳۸      |
| ۱۶.       | «چشمان مرواریدها» | Gilmour     | ۱:۵۱      |
| ۱۷.       | «جلا دادن»        | Gilmour     | ۲:۴۶      |
| ۱۸.       | «رساتر از واژه‌ها» | Gilmour     | ۶:۳۲      |

## دست‌اندرکاران
| پینک فلوید - دیوید گیلمور: خواننده، گیتارها، پیانو - نیک میسن: درامز، سازهای کوبه‌ای - ریچارد رایت: کیبورد، پیانو، سینث‌سایزر سایر نوازندگان - گای پرت: گیتار باس - باب ازرین: گیتار باس - جان کرین: سینث‌سایزر - آنتونی مور: کیبورد - دورگا مک بروم: همخوان - لوسی کلر مارشال: همخوان - سارا براون: همخوان | دست‌اندرکاران تکنیکی - دیوید گیلمور: تهیه‌کننده - فیل مانزانرا: تهیه‌کننده - مارتین گلوور: طراح صدا، تهیه‌کننده - اندی جکسون: مهندس صدا، تهیه‌کننده |